# Calyptranthes simulata
Espèce
Statut de conservation UICN

 NT  : Quasi menacé
Calyptranthes simulata est une espèce de plantes à fleurs de la famille des Myrtaceae.
Selon Plants of the World Online, c'est un synonyme de Myrcia simulata. Selon ce site, c'est un arbre poussant en milieu tropical humide. On le trouve du sud-est de la Colombie jusqu'au nord et à l'ouest de la Bolivie en passant par le Brésil (Acre), l'Équateur et le Pérou).

## Publication originale
- Fieldiana, Botany 29(3): 184. 1956.